# Havsskorpioner
Havsskorpioner (Eurypterida), i äldre litteratur ofta kallade gigantostraker, är en utdöd grupp leddjur inom understammen palpkäkar. De levde på jorden för mellan 250 och 460 miljoner år sedan, alltså under perioderna silur, devon, karbon och perm. 
Trots namnet levde havsskorpionerna i både salt och sött vatten. De hade speciella andningsorgan på kroppens undersida. Man tror att dessa användes till att andas luft. Vissa former har alltså sannolikt gått upp på land. Rester av havsskorpioner har påträffats i kalkstenar från silur på Gotland och i Skåne.

## Beskrivning
Havsskorpionerna har fått sitt namn efter att de till det yttre påminde om skorpioner. Likheterna omfattar bland annat stora gripklor (chelicerer) och ett smalt stjärtparti som slutar i en tagg. Det finns inget som tyder på att taggen innehöll något gift. I stället användes taggen som roder. Vissa former hade smala ben och gick på bottnen, medan andra hade ett utplattat benpar och kunde simma. 
De flesta havsskorpionerna blev mellan 5 och 20 centimeter långa, men det fanns vissa enstaka arter som kunde bli längre än 2 meter. 

## Fossilfynd
I Tyskland hittade man i ett stenbrott 2007 en klo från en havsskorpion som uppskattningsvis haft en kroppslängd på 2,5 meter. Djurets klo hade en längd på 46 centimeter. Jämför detta med de nu största levande skorpionerna, som har en kroppslängd på omkring 20 centimeter. Lämningarna är nästan 400 miljoner år gamla och är ett av de största fossil efter ett leddjur som påträffats. 
Denna havsskorpion, som givits det vetenskapliga namnet Jaekelopterus rhenaniae, var alltså betydligt större än en normallång människa. Under den period som denna havsskorpion levde var syrenivåerna på jorden betydligt högre än i dag. Forskare tror att detta kan ha varit en orsak till att den blev så stor, enligt samma teori som för en del andra leddjur, som tusenfotingar, kackerlackor och trollsländor.
En annan orsak till att dessa djur under denna tid växte sig så stora kan också ha varit att de saknade hot från rovdjur, och att de därmed dominerade i sina miljöer.